# Men at Work
Men at Work — австралийская рок-группа, основанная в 1979 и добившаяся признания в 1982—1984 годах. Музыкальный стиль группы сочетал элементы новой волны и регги. Men at Work остаётся единственной австралийской группой, синглы которой занимали первые места и в США, и в Великобритании, и единственной австралийской группой — обладателем Грэмми (1983) до 2011 года.

## История
Основатель группы, Колин Хэй (родившийся в Шотландии в 1953), переехал в Австралию подростком в 1967 году, и с 1978 выступал совместно с Роном Страйкертом. К 1979 сформировался полный состав группы, выступавшей в мельбурнском отеле Cricketers Arms. Первый сингл в Австралии был выпущен в 1980. В следующем году музыканты подписали контракт с Columbia Records; в августе 1981 Men At Work «раскрутились» на родине и в Новой Зеландии, а с выходом первого большого альбома, Business as Usual, выпущенного в США в середине 1982 — в США и Европе. Business as Usual занимал первое место в продажах по США по версии Billboard Magazine в течение 12 недель (ноябрь 1982 — февраль 1983). Песня Down Under, помимо коммерческого успеха, была избрана неофициальным гимном австралийской команды на Кубке Америки 1983 года.
Второй альбом, Cargo, вышедший в июне 1983, имел столь же внушительный успех, хотя не смог повторить результата Business as Usual, попав на 3-е место чарта альбомов американского журнала «Биллборд» (Business as Usual возглавлял чарт). Постепенно участники группы разошлись; в 1984 Хэй, Хэм и Страйкерт записали третий альбом, Two Hearts, который оказался провальным (Two Hearts вышел, когда радио ещё крутило песни из первых двух альбомов). Концертный тур 1984 года по США пришлось отменить из-за отсутствия интереса публики. В 1986 группа окончательно развалилась.
Колин Хэй продолжил сольную карьеру, выпустив в 1988—1994 четыре альбома, которые не достигли вершин в англоязычных странах, но хорошо продавались в Южной Америке, где, по необъяснимым причинам, группа оказалась не забытой. В 1996 Хэй и Хэм, объединившись под старым названием, сыграли успешный концертный тур по континенту, выпустив концертный альбом Вrazil 96 (1997; в Европе продавался под именем Brazil). В 2000 году участники вновь собрались для выступления на закрытии Олимпийских игр 2000 года в Сиднее и гастролировали вплоть до 2002 года. 19 апреля 2012 года Грег Хэм был найден мёртвым в своём доме от явного сердечного приступа.
В июне 2019 года Колин Хэй гастролировал по Европе с группой сессионных музыкантов из Лос-Анджелеса под названием Men at Work, несмотря на то, что в группе не было других оригинальных участников.

## Дискография
- Business as Usual (1981)
- Cargo[англ.] (1983)
- Two Hearts[англ.] (1985)